# Anna Katharina Spee

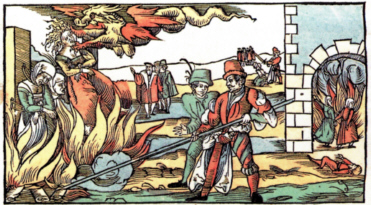
Verbrennung von drei Hexen in Derenburg, 1555, Flugblatt, 16. Jahrhundert

Anna Katharina Spee, geborene Anna Katharina Nürberg (* 1590 in Rheinbrohl; † kurz nach dem 20. September 1631 in Erpel) wohnte in Bruchhausen und war ein Opfer der Hexenverfolgungen.

## Leben
Anna Katharina wurde um 1590 als jüngste Tochter des Vogtes Apollonarius Nurenberg (Vornamen auch Anlis, Naliß oder Nalis, Nachnamen auch Neurberg, Nürnberg oder Nurnbergh) und seiner 2. Ehefrau Margaretha Homberg, Tochter des Altenwieder Rentmeisters Mathias Homberg in Rheinbrohl geboren. Apollinarius Nurenberg war zwischen 1584 und 1607 saynscher (LHAK 56 Nr. 1584) und ab 1607 kurtrierischer Vogt in Rheinbrohl, hat also demnach die konfessionellen Fronten (Rheinbrohl unter Graf Heinrich IV. von Sayn-Sayn +1606 lutherisch, danach unter Lothar von Metternich, Kurfürst und Erzbischof zu Trier wieder katholisch) gewechselt. Nurenberg war offensichtlich in wirtschaftlichen Schwierigkeiten, denn am 6. November 1620 bestätigte Erzbischof Lothar von Metternich den Verkauf der Güter des Rheinbrohler Vogts Nalis Nürnberg an den Leutesdorfer Schultheißen Cuno Schmitz, um Forderungen des Kaiserswerther Probstes zu begleichen.
Anna Katharina heiratete in Rheinbrohl um 1610 den etwa 30 Jahre älteren Robert Spee, einen Halbbruder oder Vetter des Jesuitenpaters Friedrich Spee von Langenfeld. Friedrich Spee hatte im Mai 1631 sein Buch Cautio Criminalis gegen die Hexenprozesse veröffentlicht.
Ihr aus Kaiserswerth stammender Ehemann Robert Spee von Langenfeld wurde nach dem Studium der Rechtswissenschaften in Dole/Burgund Beamter des Kölner Domkapitels. Er wohnte etwa ab 1609/10 in der Spee-Burg von Bruchhausen (heute: Waldstraße 28). Ihm gehörte ein beachtlicher Besitz.
Das Ehepaar Spee hatte fünf Kinder: Johann Jakob und Agnes sowie drei im Kloster lebende Töchter: Susanna in Neuss, Margaretha und Gertrud in Linz. Im Alter von 70 Jahren starb Robert Spee am 14. Januar 1629 und wurde im Chor der Bruchhausener Kirche beerdigt. Auf dem Schlussstein im Chor ist noch das Spee’sche Wappen zu sehen: ein roter Hahn auf silbernem Grund. Robert Spees Grabplatte befindet sich heute an der Außenmauer der Kirche; die Schrift ist aber kaum noch zu lesen.
Die 40-jährige Anna Katharina Spee erbte von ihrem Ehemann Robert zwei Häuser in Rheinbreitbach und Sohlscheid, Weingärten und Äcker in Ariendorf, Erbrenten im Asbacher Kirchspiel und Güter in Nieder- und Oberbreitbach. Etwa ein Jahr nach dem Tod ihres Mannes heiratete die reiche Witwe den Pferdeknecht Konrad Cron. Bald warfen ihr die Dorfbewohner unmoralisches Verhalten während der Ehe vor, u. a. Hurerei – auch mit Geistlichen. Es hieß, sie habe Konrad Cron gegen den Willen der Kinder geheiratet. Zudem verbreiteten die Nachbarn das Gerücht, Anna Katharina Spee habe vor langer Zeit von ihrem Schwager Robert ein Kind bekommen.

## Hexenprozess
Im Frühjahr 1631 begannen in Erpel Hexenprozesse mit mindestens 20 Hinrichtungen: darunter 18 Frauen und 2 Männer unter dem Hexenkommissar Jan Möden.
In diesen Hexenprozessen tauchten die Gerüchte um Anna Katharina Spee in den erfolterten Aussagen bereits angeklagter Frauen wieder auf. Neben anderen besagte die angeklagte Els Istfels ihre Patentante Anna Katharina Spee als „Hexe“. Anfang September 1631 erklärten unter anderem Baw Jans Gritten zu Orsberg und Margarete Faßbender zu Unkel, sie hätten Anna Katharina beim Tanz als Hexenkönigin in stattlichen Kleidern bei üppigem Mahl gesehen. Der verstorbene Ehemann Robert Spee wäre auch ein „Oberster“ (Teufel) gewesen. Die meisten Bezichtigungen gegen Anna Katharina bezogen sich auf ihren Besitz und die herausragende Stellung der Familie Spee. Hinzu kamen die Gerüchte um den angeblich unsittlichen Lebenswandel der reichen Witwe. Hexenkommissar Möden unterzeichnete am 6. September 1631 in Erpel den Haftbefehl für Anna Katharina Spee.
Am Dienstag, den 9. September, wurde sie inhaftiert und am nächsten Tag gütlich verhört. Sie gestand die Vorwürfe des „lockeren Lebenswandels“, beklagte aber, dass sie als Dreizehnjährige mit ihrem Schwager Robert von der Brugh „gefallen“ sei und ein Kind bekommen habe (vermutlich wurde sie vergewaltigt). Die Heirat mit Konrad Cron ein Jahr nach Robert Spees Tod beurteilte das Gericht als Ehebruch. Der ihr von Möden zur Last gelegte Vorwurf des Schadenzaubers und der Teilnahme beim Hexentanz wies Katharina von sich.
Das Gericht verlangte Geständnisse zu Teufelspakt, Teufelsbuhlschaft und Zaubereien. Doch sie verweigerte die Aussage: „Ich kann nicht gestehen, was ich nicht getan habe!“ Unter der Folter schrie sie: „Sagt mir, was ich gestehen soll!“ Während der Folter auf dem Stachelstuhl vollzog Pater Ernst, ein Franziskaner, an ihr einen Exorzismus. Schließlich brach sie unter der Folter zusammen und legte ein Geständnis ab vom Besuch beim Sabbat als Hexenkönigin.
Am Montag, den 15. September, 17.15 Uhr, fand das Verhör in der „Fleischbank“, im Steinen-Haus, statt. Am nächsten Tag erklärte sie, sie wolle auf ihre Aussagen leben und sterben, jedoch wenn „sie es uf ihre seeligkeit solle nehmen, kunte es nit thun!“ Trotz ihres Geständnisses setzte Hexenkommissar Möden das Folter-Verhör mit Beinschrauben und Aufziehen fort. Jedoch wollte sie immer noch nicht gestehen, eine Zauberin zu sein. Laut betete sie laut dem Protokoll: „Gott möge ihr bestehen in ihrer Unschuld bezüglich der Zauberei… Gott wolle ein Zeichen tun“.
Vermutlich widerrief sie nach den Folterungen manche Aussagen, denn sie wurde erneut auf dem Stachelstuhl gefoltert. Gegen ein Pfand von 100 Talern erbat sich Anna Katharina Bedenkzeit. Nach weiteren Folterdrohungen bestätigte Anna Katharina am 19. September alles, was die Richter hören wollten. Sie sagte u. a., das Kind von Johann Zweiffel – vor ihrer Ehe mit Robert Spee – sei ihre älteste Tochter Anna Margrit, derzeit eine Nonne im Kloster zu Linz. Ihre Eltern hätten die Ehe mit Zweiffel, der auch ihr Schwager war, nicht zugelassen. Nach dem Verlesen des Protokolls folgte das Todesurteil.
Am 20. September erstellte das Gericht ihr Testament und verteilte ihren Besitz. Der meiste Teil des Vermögens löste – seltsamerweise – Schulden ihres Vaters, Narleß Nürberg, ab. Ihre Kinder bekamen nur einen relativ geringen Anteil. Auch das Kloster zu Linz wurde bedacht.
Das Gericht erfüllte ihr noch einen besonderen Wunsch: Für den Fall, dass ihre Kinder ohne Nachkommen sterben würden, sollte von dem restlichen Vermögen für sie jeden Samstag eine Messe gelesen werden.
Das Ende des Protokolls des Hexenprozesses ist nicht überliefert. Dennoch steht fest, dass das Gericht das Todesurteil von Anna Katharina Spee – kurz nach dem 20. September 1631 – vollstreckte. Sie wurde oberhalb vom Severinsberg – begleitet von vielen Neugierigen – auf einem Karren durch das Kasbachtal gefahren. Die Prozession erreichte nach etwa einer halben Stunde die Gerichtsstätte „im Eulenloch“. Dort wurde Anna Katharina Spee erdrosselt und verbrannt. Damit endeten die Hexenprozesse in Erpel.
Das Schicksal von Anna Katharina Spee ist bis heute verbunden mit dem Votivbild der Schmerzreichen Mutter Maria in der Pfarr- und Wallfahrtskirche St. Johann Baptist in Bruchhausen. Es wurde 1636 von den Kindern der Anna Katharina Spee gespendet, nachdem sie als Hexenkönigin von Bruchhausen verbrannt worden war. Das Ölgemälde hängt dort heute noch. Die Schrift im schwarzen Holzrahmen gibt die Namen der Stifter an, die im Bild – relativ klein – vor Maria knien: Johann Jakob Spee und Agnes Spee mit ihrem Ehemann Andreas Bachem (bis heute gibt es Nachkommen der angesehenen, rheinischen Familie Bachem). Nach 1636 gibt es von Johann Jakob Spee, Anna Catharina Spees Sohn, kein Lebenszeichen mehr. Es heißt, er sei nach Amerika ausgewandert.
1675 hatte die – nach ihrer Klosterzeit – in Bruchhausen lebende Margaretha Spee (gestorben 1676) Probleme bei der Bezahlung für die Messen ihrer vor 44 Jahren hingerichteten Mutter. Durch den Verkauf einer Hofstelle der Burg kam es zu einem finanziellen Vergleich zwischen Margaretha Spee und der Pfarrkirche in Bruchhausen. Die daraufhin 1675 gegründete Stiftung garantiert die Finanzierung einer Messe für Anna Katharina und ihre Familie an jedem Samstag bis heute.
Ihr Schwager, der Jesuitenpater Friedrich Spee, sprach sich einige Monate vor ihrem Prozess in seinem Buch „Cautio Criminalis“ als eine der ersten Personen seiner Zeit öffentlich gegen Hexenprozesse aus.